# Незамерзающая вода
Незамерзающая вода — часть воды в двух- или многокомпонентной системе, не кристаллизующаяся при понижении температуры системы значительно ниже нуля градусов по Цельсию. Наиболее часто незамерзающая вода встречается в растворах биополимеров, например полисахаридов. Количество незамерзающей воды в системе может быть определено с помощью дифференциальной сканирующей калориметрии. Наиболее частая причина существования незамерзающей воды — переход стеклования в биополимере. В стеклообразном состоянии диффузия воды существенно замедляется, что делает её кристаллизацию невозможной за разумные периоды времени.